# Kanisettyhalli, Chintamani
Kanisettyhalli là một làng thuộc tehsil Chintamani, huyện Chikkaballapur, bang Karnataka, Ấn Độ.